# James Hahn (politico)
James Hahn (Los Angeles, 3 luglio 1950) è un politico statunitense che è stato sindaco di Los Angeles dal 2001 al 2005.
In qualità di sindaco, Hahn ha nominato Bill Bratton, l'ex commissario della polizia di New York, capo del dipartimento di polizia di Los Angeles, scegliendo di non rinnovare il secondo mandato di Bernard Parks come capo. La nomina di Bratton è ampiamente considerata come una delle cause del forte calo del tasso di criminalità di Los Angeles e del miglioramento del morale nel dipartimento.  Hahn guidò anche la campagna di successo per sconfiggere la secessione nella San Fernando Valley, Hollywood e San Pedro, mantenendo così intatta Los Angeles.

## Biografia

### Primi anni
Di origini tedesche, svedesi e italiane, James Hahn, fratello di Janice Hahn, è nato il 3 luglio 1950 a Los Angeles, figlio di Ramona (Fox) e Kenneth Hahn, ed è cresciuto nel quartiere Morningside Park di Inglewood, vicino a South Los Angeles. Hahn ha frequentato la Manchester Avenue Elementary School, la Daniel Freeman Elementary School, la Horace Mann Junior High School e la Los Angeles Lutheran High School.
Dopo la laurea nel 1975 fino al 1979, Hahn ha lavorato come pubblico ministero e vice procuratore della città presso l'ufficio del procuratore della città. Dal 1979 al 1981 ha lavorato come studio privato con Robert Horner.

### Sindaco di Los Angeles
Hahn venne eletto sindaco di Los Angeles nel 2001, sconfiggendo Antonio Villaraigosa, anch'egli esponente del partito democratico.
Nel 2002, il sindaco Hahn rifiutò Bernard Parks per un secondo mandato come capo della polizia di Los Angeles e nominò all'incarico l'ex commissario della polizia di New York William Bratton. 
Insieme a Bratton ha semplificato il processo di assunzione della polizia di Los Angeles, aumentato il reclutamento e il mantenimento dei funzionari. Di conseguenza, la polizia di Los Angeles ha registrato un aumento del numero di forze dell'ordine,; durante il suo mandato tutte le attività criminali sono diminuite costantemente.
Istituì inoltre un fondo per affitti a prezzi accessibili da 100 milioni di dollari, che all'epoca era il più grande della nazione, e ampliò l'ordinanza sul riutilizzo adattivo per convertire edifici fatiscenti in proprietà residenziali. 
Ha identificato i finanziamenti per mantenere aperti tutto l'anno i rifugi per senzatetto della città e ha incontrato i leade  di tutta la contea per istituire una commissione del nastro blu chiamata "Bring LA Home" per porre fine ai senzatetto nella contea di Los Angeles.
Hahn ha lanciato il programma Literacy@Work, che consiste nel formare la forza lavoro di Los Angeles dopo che uno studio da lui commissionato ha rilevato che il 53% dei residenti della contea di Los Angeles in età lavorativa avevano difficoltà a leggere i segnali stradali o gli orari degli autobus, a compilare domande di lavoro in inglese..
Nel 2002 istituì poi il programma One City One Book "One Book, One City LA", un'iniziativa di lettura a livello cittadino basata su un libro selezionato da egli stesso. Le scelte includevano Fahrenheit 451 di Ray Bradbury nel 2002, House on Mango Street di Sandra Cisneros nel 2003 e Seabiscuit di Laura Hillenbrand nel 2004.